# 내 약혼녀 이야기
《내 약혼녀 이야기》는 MBC에서 2001년 6월 1일에 방영된 베스트극장으로, 농촌 총각와 옌볜 처녀의 맞선 소동을 통해 점차 잃어가는 인간의 진실성에 대해 그렸다.

## 줄거리
농촌 총각 정호는 맞선 소개소를 통해 연변 아가씨 홍매와 약혼하게 된다. 하지만 소식을 듣고 고향에 온 친구들은 사기결혼하는 연변 처녀들이 많으니 조심하라며 계속 충고만 늘어놓자 들떠있던 정호는 기분이 확 상한다. 한편, 정호는 오랫동안 사랑했던 선아가 갑작스럽게 고향으로 내려왔다는 소식을 친구로부터 전해듣는다. 정호는 선아가 찾아와 자신과 결혼할 뜻을 비추자 홍매와 결혼할 마음이 사라져 버린다. 정호는 입국한 홍매를 만나 하루 정도 관광을 시켜준 다음 결혼할 생각이 없다는 뜻을 밝히고 중국으로 돌려보내려 하나 차마 말이 떨어지지 않는다.

## 등장 인물

### 주요 인물
- 김국진 : 정호 역
- 허영란 : 홍매 역

### 그 외 인물
- 조은숙 : 선아 역
- 나문희 : 정호의 어머니 역
- 배도환 : 정호의 친구 역
- 김동주 : 식당 주인 역
- 이한위 : 정호의 친구 역
- 최범호 : 건물 인테리어업자 역
- 김인수 : 불법체류자 단속원 역
- 양동재 : 정호의 친구 역
- 정영금 : 연변 아줌마 역
- 박영근
- 최윤정
- 양지선